# Gnevsdorfer Vorfluter

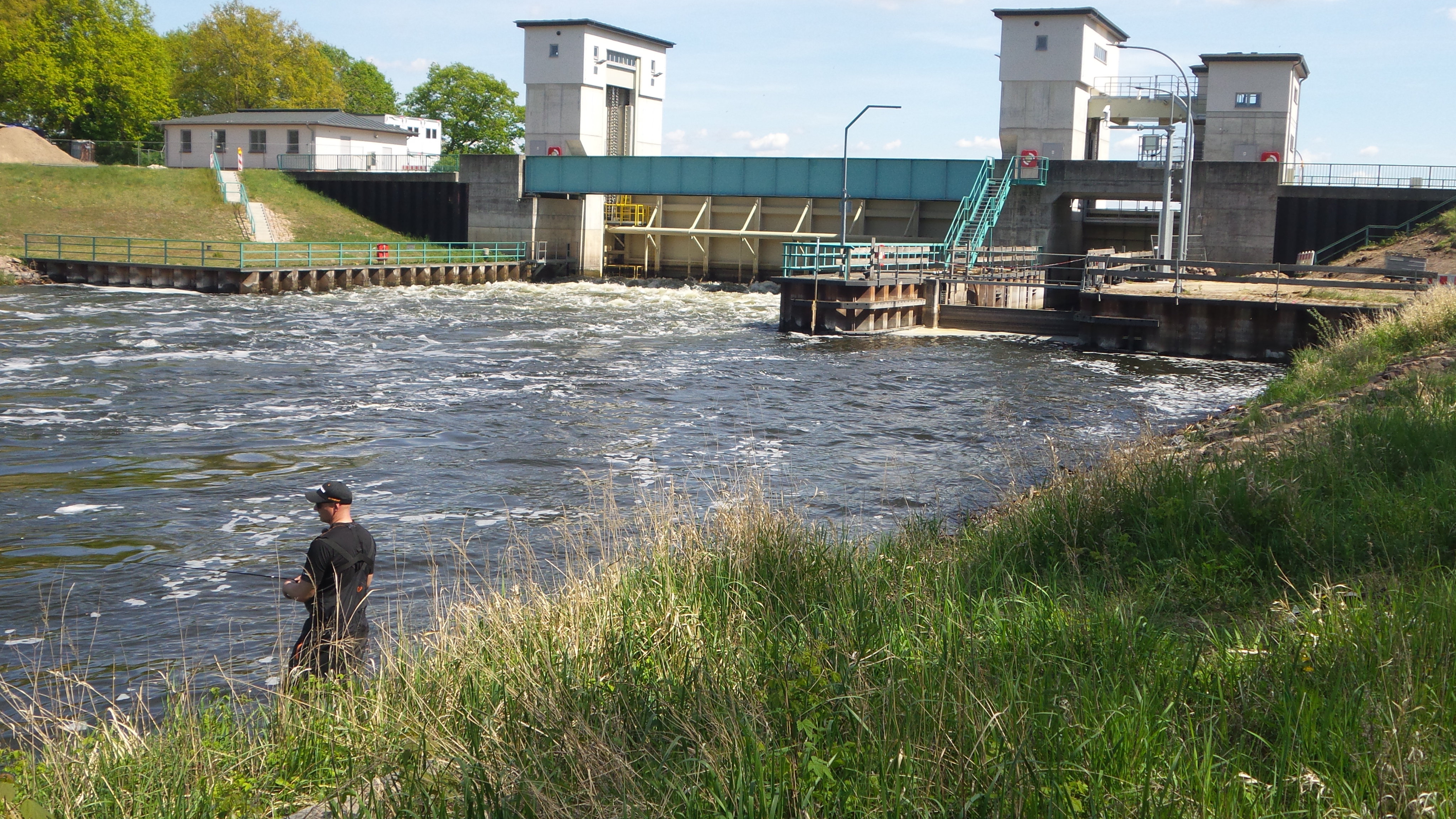
Das Hauptwehr bei Quitzöbel am Anfang des Gnevsdorfer Vorfluters

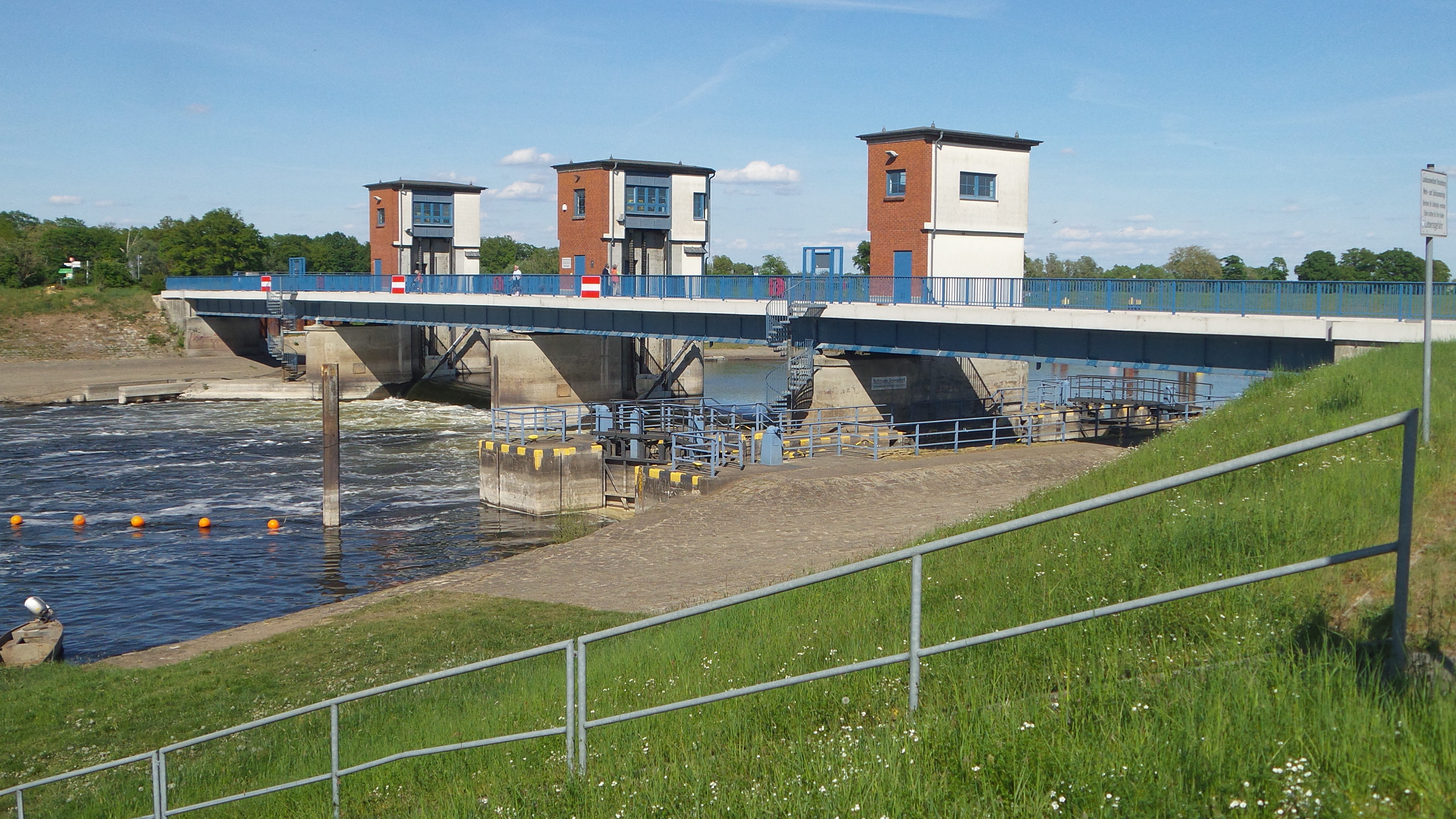
Wehranlage Gnevsdorf
links: Fischtreppe am rechten Ufer
rechts: Schleuse am linken Ufer

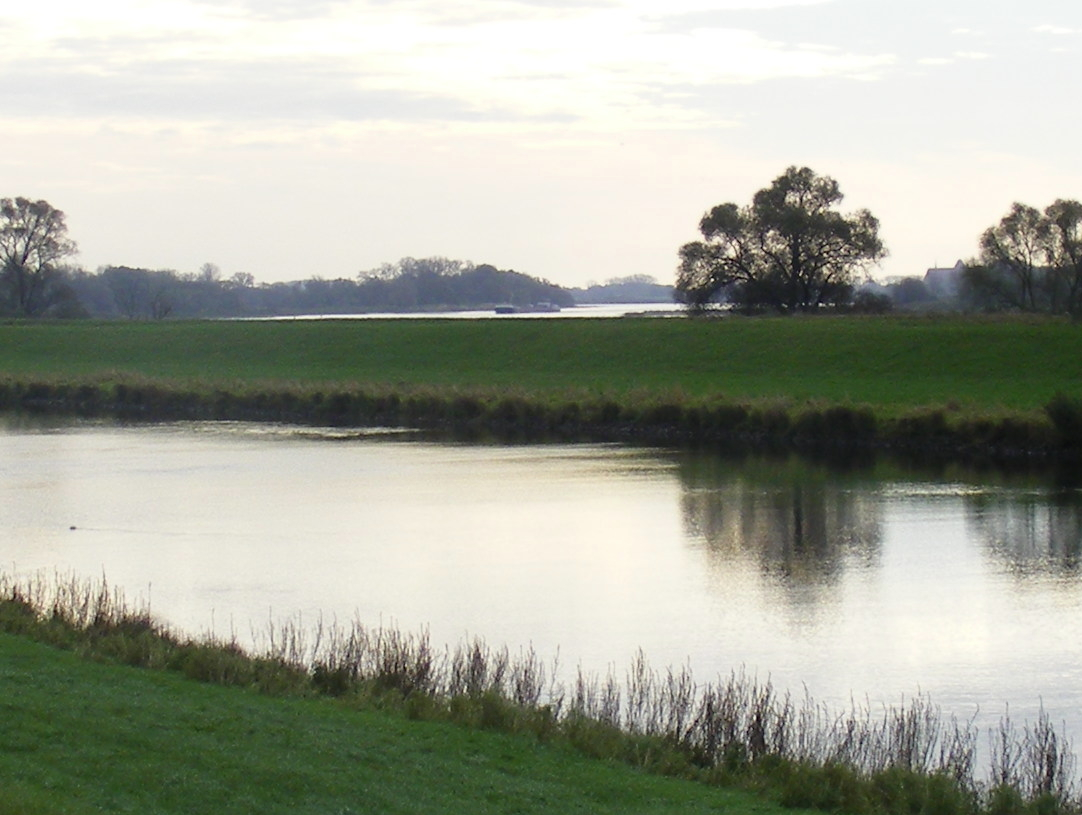
Vorn der Gnevsdorfer Vorfluter, hinten die Elbe und rechts zwischen den Bäumen die Kirche von Werben

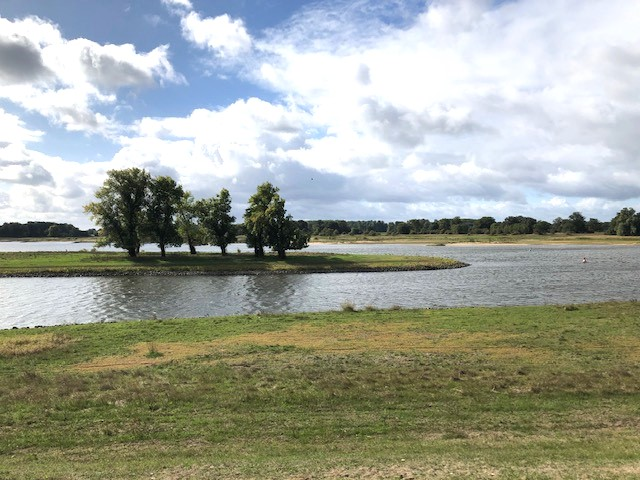
Mündung des Gnevsdorfer Vorfluters (vorn) in die Elbe (hinten) bei Gnevsdorf

Der Gnevsdorfer Vorfluter ist ein künstliches, einem Kanal gleichendes, etwa 11 Kilometer langes Flussbett in der Havelmündung, das als zusätzlicher und meistens benutzter Mündungsarm der Havel in die Elbe dient. Er ist einer der bedeutendsten Wasserbauten in der Unteren Havel.
Er wurde gebaut, um den Rückstaupunkt der Elbe (der Punkt an dem bei erhöhtem Wasserstand in der Elbe Wasser in die Mündung der Havel, in der das Gefälle kleiner ist, ein- und zurückfließt) weiter stromabwärts und auf ein niedrigeres Niveau zu verlegen. Im Unterschied zu schon früher erfolgten Verlegungen war zusätzliches Ziel, die Havel bei den häufigen größeren bis extrem großen Elbehochwässern sogar gegen die Elbe sicher abschließen zu können. Zu diesem Zweck mussten mehrere absperrbare Wehre gebaut werden. Weil diese dem Schiffsverkehr behindert hätten, wurde dafür oberhalb des Mündungsbereiches ein Verbindungskanal zwischen den beiden Flüssen errichtet.
Die Verlegung der Havelmündung weiter elbeabwärts wurde schon im 18. Jahrhundert an  Friedrich dem Großen herangetragen. Im 19. Jahrhundert  wurde der Gedanke wieder aufgenommen, wobei die Havel unterhalb von Quitzöbel in das parallele Tal der Karthane umgeleitet und dort bis nach Wittenberge verbleiben sollte. Dem entgegen standen nicht nur die hohen Kosten. Es wuchs nach und nach auch die Erkenntnis, dass nicht darauf verzichtet werden kann, dass die untere Havelniederung das natürliche Auffangbecken für Elbe-Hochwasser ist. Die Reduktion von einem mehr als doppelt so langen Vorfluter bis zum immerhin elf Kilometer langen Gnevsdorfer Vorfluter geschah schrittweise. In der Mitte des 19. Jahrhunderts war Hinzdorf an der Elbe das Bauziel, und in den 1930er Jahren fiel die Entscheidung zwischen dem noch näheren Bälow („Bälower Vorfluter“) und Gnevsdorf zugunsten von Gnevsdorf.

## Der Bau des Vorfluters, der Wehre und des Verbindungskanals
Der Verbindungskanal inklusive einer Aufstiegsschleuse (Schleuse Havelberg) zur höher fließenden Elbe wurde ein größeres Stück Havel-aufwärts bei Havelberg gebaut und 1936 in Betrieb genommen.
Der Vorflutkanal wurde schon in den 1930er Jahren gegraben, aber erst 1954 mit dem Bau des ihn abschließenden Wehrs Gnevsdorf beendet.
Das Wehr Neuwerben zum Absperren der alten Mündung (Havelort) gegen die Elbe konnte auch erst 1954 fertiggestellt.
Der Bau der beiden, zueinander parallelen Wehre Quitzöbel am Beginn des neuen Vorfluters wurde 1935 bzw. 1936 beendet.
Um die Gefahren durch Elbehochwässer in der Unteren Havel zu verringern, hatte man auch schon früher Schutzdeiche an der Elbe angelegt.
Ältere Baumaßnahmen waren z. B.:

1771/72 wurde der bis Sandau reichende Jerichower Elbdeich um etwa 8 km flussabwärts verlängert und somit die Rückstauhöhe des Elbehochwassers um etwa 1,3 m abgesenkt.
Am Anfang des 19. Jahrhunderts wurde der Deich nochmals um 3 km verlängert (Rückstauhöhe um 0,5 m weiter abgesenkt) und dabei die Havelmündung ein Stück stromabwärts verschoben.

## Die Funktion des Gnevsdorfer Vorfluters und der neuen Wehre
Die erste und ursprüngliche Mündung Havelort liegt am Anfang des Gnevdorfer Vorfluters und wird heute außer bei niedrigem Wasserstand in der Elbe mit dem Wehr Neuwerben gesperrt. Das Havelwasser fließt in diesem Fall durch den Elbe-parallelen Vorfluter und mündet erst nach etwa 11 km auf etwa 1,5 m tieferem Niveau in die Elbe. Der um diese Distanz stromabwärts verschobene Rückstaupunkt der Elbe bewirkt, dass Ein- und Zurückfließen von Wasser aus der schneller fließenden Elbe (mit größerem Gefälle: ca. 15 cm/km) in die langsamer fließende Havel (mit kleinerem Gefälle: ca. 4 cm/km) erst bei etwa 1,5 m höherem Wasserstand in der Elbe als in der Havel bis weiter zurück als über Havelort hinaus erfolgt. Bei höherem Elbe-Hochwasser wird die Havelniederung dennoch überschwemmt, aber weniger weit als vorher.
Zudem wird die entsprechende Überschwemmung heute kontrolliert, indem das rückgestaute Wasser in dort angelegte Polder (Havelpolder) eingelassen wird. Erst wenn diese nahezu gefüllt sind (das von der Havel herbeigeführte Wasser muss während dieser Zeit auch aufgenommen werden), wird die Havel gegen die Elbe gesperrt: zusätzlich zum Wehr Neuwerben werden die beiden Wehre Quitzöbel geschlossen.
Die von der Elbe ausgehenden Hochwässer sind die schädigenderen in der Havelniederung, denn die Wasserstandänderungen zwischen Niedrig- und Hochwasser in ihr sind mit 6 m dreimal so hoch wie die in der Havel.
Das Wehr Gnevsdorf dient bei normaler Wasserführung der Havel dafür, das Unterwasser-Niveau an der Schleuse Havelberg (etwa 20 km oberhalb des Wehrs) bzw. den Sommerstau in der bis Garz (etwa 35 km oberhalb des Wehrs) reichenden Haltung zu regulieren.
Gemeinsam dienen die vier Wehre dazu, verschiedenen Hochwassersituationen in den beiden Flüssen entgegenzuwirken.

Einige Beispiele von mehreren Möglichkeiten:
- Bei Elbehochwasser werden entweder das Wehr Gnevsdorf oder zusätzlich die Wehre Quitzöbel geschlossen. Die abgesperrte Havel kann schadlos 160 Millionen Kubikmeter Wasser und bei längerem Elbehochwasser zusätzlich 125 Millionen Kubikmeter Wasser in den zu öffnenden Havelpoldern zurückhalten.[12] Das wird auch bei Hochwasser der Havel selbst oder beider Flüsse gleichzeitig genutzt.
- Zum Schutz der Elbe-Anrainer bei extremem Hochwasser kann die Speicherreserve der Havel und ihrer Polder gezielt genutzt werden, indem Elbewasser durch die alte Mündung der Havel eingelassen wird (Öffnen des Wehrs Neuwerben).
- Bei Wassermangel kann auch Niedrigwasseraufhöhung in der Elbe durch Wasserzufuhr aus der Havel schon durch das Wehr Neuwerben erfolgen.[4]

## Karten
- Folke Stender: Redaktion Sportschifffahrtskarten Binnen 1. Nautische Veröffentlichung Verlagsgesellschaft, ISBN 3-926376-10-4.
- W. Ciesla, H. Czesienski, W. Schlomm, K. Senzel, D. Weidner: Schiffahrtskarten der Binnenwasserstraßen der Deutschen Demokratischen Republik 1:10.000. Band 4. Herausgeber: Wasserstraßenaufsichtsamt der DDR, Berlin 1988, OCLC 830889996.